# Leo Franco
Leonardo Noeren Franco, bättre känd som Leo Franco, född 29 maj 1977 i San Nicolás de los Arroyos, är en argentinsk fotbollsmålvakt som spelar för den argentinska klubben San Lorenzo de Almagro i Primera División.
Franco startade sin proffskarriär i argentinska Independiente innan han flyttade till spanska Mérida UD. 1998 gick han till RCD Mallorca, där han senare blev fast i startelvan, och han vann Copa del Rey 2003 med klubben. 2004 skrev Franco på för Atlético Madrid och 2009 skrev han på för Galatasaray.
Med Argentinas ungdomslandslag, vann Leo Franco U20-världsmästerskapet 1997. Den 6 maj 2006 blev han uttagen till Argentinas trupp för VM i Tyskland 2006 av förbundskaptenen José Pekerman. Franco ersatte Argentinas förstemålvakt Roberto Abbondanzieri när han skadades i kvartsfinalen mot Tyskland.
Inför säsongen 2009/2010 Franco lämnade den spanska fotbollen för att spela i turkiska Galatasaray efter att hans kontrakt med Atlético Madrid gått ut. Han återvände dock till Spanien efter endast en säsong, ny klubbadress blev Real Zaragoza.